# Coupe du Portugal de football 2013-2014
Navigation
Coupe du Portugal de football 2012-2013 Coupe du Portugal de football 2014-2015
La Coupe du Portugal de football 2013-2014 ou Taça de Portugal 2013-2014, en portugais, est la 74e édition de la Coupe du Portugal de football.

Elle est disputée par 156 équipes :
- 16 clubs de Liga Zon Sagres (première division),
- 17 clubs de Liga2 Cabovisão (deuxième division),
- 79 clubs du Campeonato Nacional de Seniores (troisième division),
- 26 clubs qualifiés du Campeonato Nacional de III Divisão 2012-2013 (quatrième division disparue à la suite de la restructuration du football amateur portugais),
- 18 clubs vainqueurs de la Coupe de chacun des Districts continentaux.

Note : les équipes "B" ne participent pas à la Coupe du Portugal.

La finale est jouée à l'Estádio Nacional do Jamor.

## Huitièmes de finale
| Date           | Locaux            | Score | Visiteurs        |
| -------------- | ----------------- | ----- | ---------------- |
| 4 janvier 2014 | Leixões (Liga2)   | 1-5   | Estoril          |
| 4 janvier 2014 | Rio Ave           | 1-0   | V. Setúbal       |
| 4 janvier 2014 | Porto             | 6-0   | Atlético (Liga2) |
| 4 janvier 2014 | Benfica           | 5-0   | Gil Vicente      |
| 5 janvier 2014 | P. Ferreira       | 1-2   | Aves (Liga2)     |
| 5 janvier 2014 | Marítimo          | 2-3   | Penafiel (Liga2) |
| 5 janvier 2014 | Beira-Mar (Liga2) | 0-1   | Académica        |
| 5 janvier 2014 | Braga             | 2-0   | Arouca           |

## Quarts de finale
| Date           | Locaux           | Score       | Visiteurs    |
| -------------- | ---------------- | ----------- | ------------ |
| 5 février 2014 | Penafiel (Liga2) | 0-1         | Benfica      |
| 5 février 2014 | Porto            | 2-1         | Estoril      |
| 6 février 2014 | Rio Ave          | 1-0         | Académica    |
| 6 février 2014 | Braga            | 3-1 (a. p.) | Aves (Liga2) |

## Demi-finales
| Mercredi 26 mars 2014 | Porto               | 1 - 0   | Benfica | Estádio do Dragão                               |                                                 |
| 22h00                 | Jackson Martínez 6e | (1 - 0) |         | Spectateurs : 34 499 Arbitrage : Marco Ferreira | Spectateurs : 34 499 Arbitrage : Marco Ferreira |
| 22h00                 | Feuille de match    |         |         | Spectateurs : 34 499 Arbitrage : Marco Ferreira | Spectateurs : 34 499 Arbitrage : Marco Ferreira |

| Mercredi 16 avril 2014 | Benfica                                                      | 3 - 1   | Porto                | Estádio do Sport Lisboa e Benfica              |                                                |
| 20 h 45                | Eduardo Salvio 17e · Enzo Pérez 59e (pen.) · André Gomes 80e | (1 - 0) | 52e Silvestre Varela | Spectateurs : 45 304 Arbitrage : Pedro Proença | Spectateurs : 45 304 Arbitrage : Pedro Proença |
| 20 h 45                | Feuille de match                                             |         |                      | Spectateurs : 45 304 Arbitrage : Pedro Proença | Spectateurs : 45 304 Arbitrage : Pedro Proença |

| Mercredi 26 mars 2014 | Braga            | 0 - 0   | Rio Ave | Estádio AXA               |                           |
| 20 h 00               |                  | (0 - 0) |         | Arbitrage : Carlos Xistra | Arbitrage : Carlos Xistra |
| 20 h 00               | Feuille de match |         |         | Arbitrage : Carlos Xistra | Arbitrage : Carlos Xistra |

| Mercredi 16 avril 2014 | Rio Ave                      | 2 - 0   | Braga | Estádio do Rio Ave FC         |                               |
| 21 h 15                | Ukra 26e · Rúben Ribeiro 69e | (1 - 0) |       | Arbitrage : Artur Soares Dias | Arbitrage : Artur Soares Dias |
| 21 h 15                | Feuille de match             |         |       | Arbitrage : Artur Soares Dias | Arbitrage : Artur Soares Dias |

## Finale
| 18 mai 2014 | Benfica    | 1 - 0   | Rio Ave | Estádio Nacional do Jamor                      |                                                |
| 18 h 15     | Gaitán 20e | (1 - 0) |         | Spectateurs : 37 150 Arbitrage : Carlos Xistra | Spectateurs : 37 150 Arbitrage : Carlos Xistra |